# Calanques de Piana
Calanques de Piana (corso: E Calanche di Piana, en singular, calanca) son calanques situados en la costa oeste de Córcega, en Piana, entre Ajaccio y Calvi, en el golfo de Porto. Está integrado en el Patrimonio de la Humanidad de la Unesco desde el año 1983.
La carretera sobre la cual se encuentra este lugar enlaza el pueblo de Piana en Porto-Ota. Se trata de una carretera sinuosa que pasa a través de rocas de colores que podrían creerse cortadas a hachazos. Estas formaciones rocosas están perforadas por cavidades, los taffoni, debidos a la acción de las variaciones de temperatura y la humedad unidas a las brumas del Mar Mediterráneo y a los fuertes vientos. 
Desde la carretera, la vista a menudo es suficientemente amplia para admirar el mar coronado por altos arrecifes, como ocurre en la mayor parte de la costa este de la isla. 
Es imposible acceder al mar desde la carretera en los calanques de Piana. 

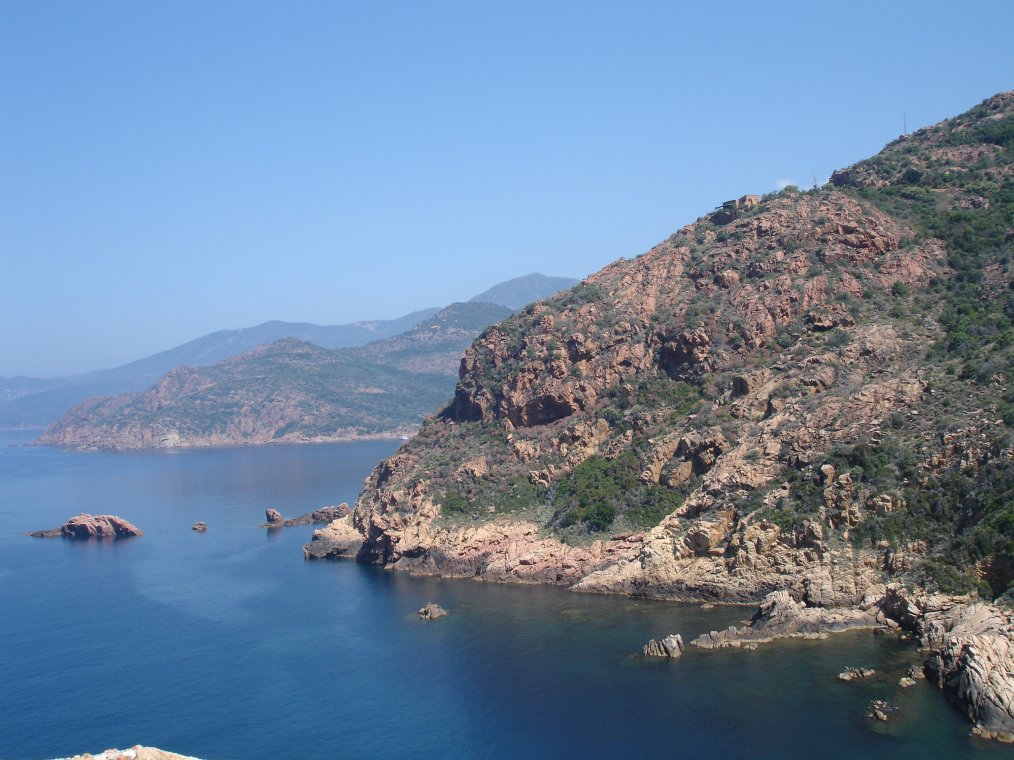
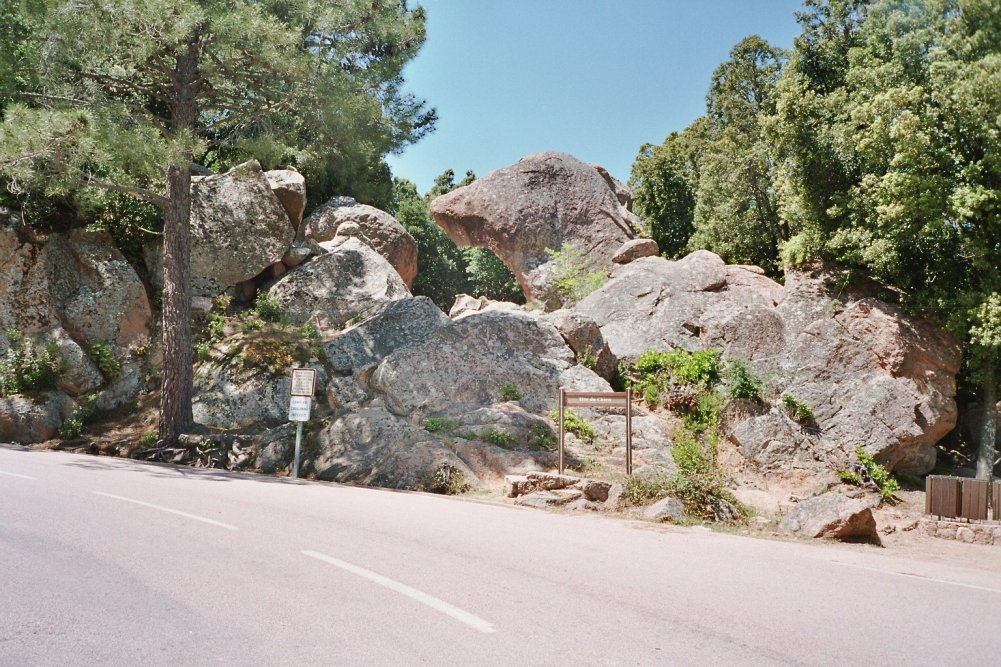
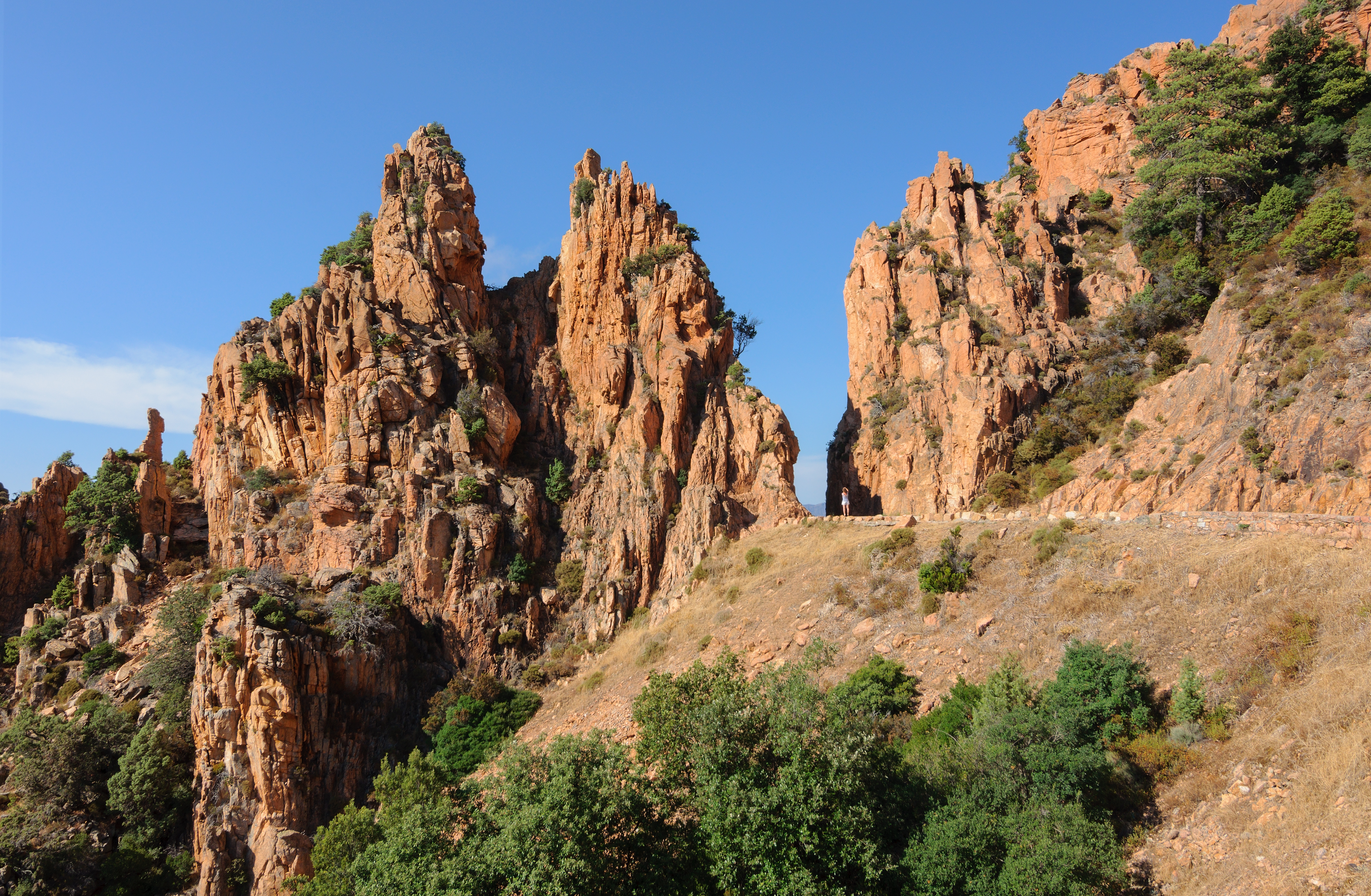
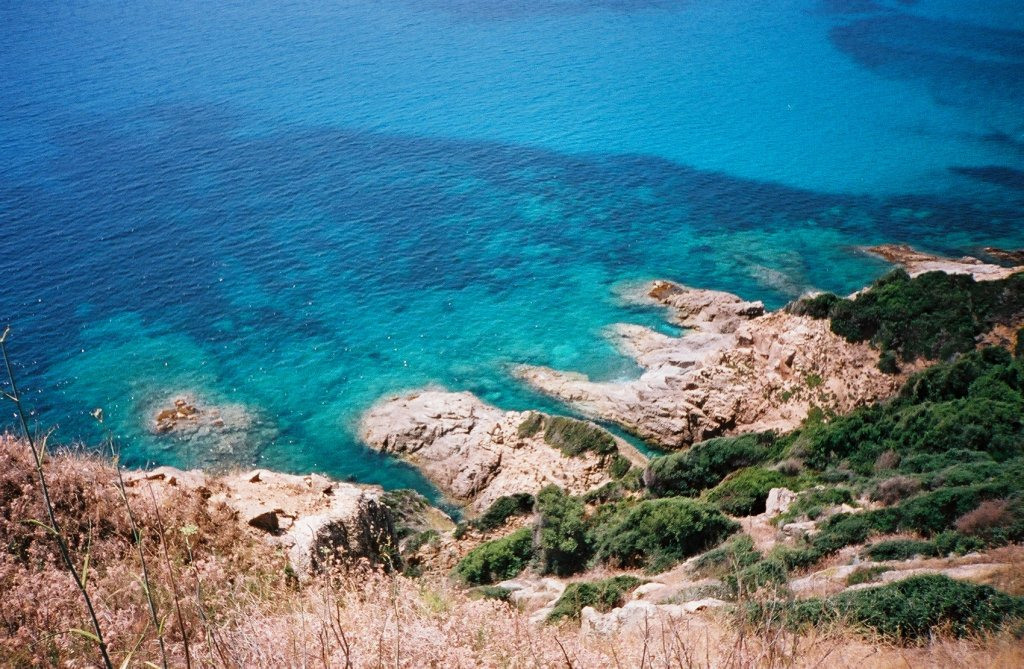